# Праздники Науру
Нерабочие праздничные дни на острове  Науру — дополнительные выходные дни для рабочего населения, связанные с праздниками. Науруанцы празднуют как свои исконные праздники, так и мировые.

## Список праздников
| Дата        | Название            | Английское название | Пояснение |
| ----------- | ------------------- | ------------------- | --- |
| 1 января    | Новый год           | New Year’s Day      | Новый год — праздник, отмечаемый многими народами в соответствии с принятым календарём, наступающий в момент перехода с последнего дня года в первый день следующего года. |
| 31 января   | День независимости  | Independence Day    | Независимость была провозглашена 31 января 1968 года. |
| варьируется | Страстная Пятница   | Good Friday         | |
| варьируется | Светлый понедельник | Easter Monday       | |
| варьируется | Светлый вторник     | Easter Tuesday      | |
| 17 мая      | День Конституции    | Constitution Day    | Конституция была принята 29 января 1968 года, однако после вносились дополнения 17 мая 1968 года. |
| 25 сентября | День молодёжи       | National Youth Day  | |
| 26 октября  | Ангамов день        | Angam Day           | Слово «angam» переводится с науруанского языка как «ликование», «торжество», «восторжествовать над всеми тяготами», «достичь поставленной цели» или «вернуться домой». В День Ангама науруанцы отмечают дату, когда численность населения острова впервые с момента его колонизации достигла 1500 человек (это число считалось минимально необходимым для выживания нации). Всего в истории Науру было два случая фиксирования заветной численности: в 1932 году и в 1949 году. |
| 25 декабря  | Рождество           | Christmas Day       | Рождество — один из главных христианских праздников, установленный в честь рождения по плоти Иисуса Христа от Девы Марии. |
| 26 декабря  | День подарков       | Boxing Day          | Праздник, отмечаемый в Великобритании и в ряде стран Британского содружества наций: Австралии, Новой Зеландии, Канаде, а также в Кирибати, Самоа и др. Связан с Католическим Рождеством. |

названия праздников, помеченноые флажком Науру (), являются исконно науруанскими.

## Как отмечается
Самые яркие местные праздники связаны с Рождеством, Пасхой, Днём независимости, Днем Конституции и праздником Ангам. Самый главный праздник — День Ангам. В наши дни этот фестиваль превратился в лучший народный праздник Науру, собирающий и самых уважаемых людей острова, и вмещающий в свои рамки множество культурных и спортивных мероприятий.